# 鎳鉻合金
镍铬合金（也称为NiCr 、镍铬或铬镍）是镍和铬（有时也包括铁 ）的合金系列，通常用作电阻丝、烤面包机、电热水壶和空间加热器等设备中的加热元件、一些牙齿修复（填充物）和一些其他应用中。
镍铬合金于1906年由Albert Marsh获得专利（美国专利811,859），是有记录的最古老的电阻加热合金。

## 特性
镍铬合金颜色呈银色，耐腐蚀，熔点约为1,400 °C（2,550 °F），电阻率约为112 μΩ–cm，比铜的电阻率1.678 μΩ-cm，高约 66 倍。 
幾乎任何導線都可以用於加熱，但大多數金屬的導電效率很高，需要將它們製成非常細而精緻的導線，以產生足夠的電阻來產生熱量。當在空氣中加熱時，大多數金屬會迅速氧化、變脆並破裂。鎳鉻合金絲加熱到赤熱溫度時，會形成一層氧化铬外层，在空气中热力学稳定，几乎不渗透氧气，并保护加热元件免遭进一步氧化。
镍铬合金以其高机械强度和高蠕变强度而闻名。镍铬合金的性能因其合金而异，由于镍或铬的不同百分比造成的。

## 用途
由于镍铬合金制造成本低、强度大、延展性好、抗氧化性強、高溫下穩定且耐電子流，因此廣泛用於吹風機和熱風槍等應用中的電加热元件。 通常，鎳鉻合金纏繞在具有一定电阻的线圈中，当电流通过时，焦耳热会产生热量。
镍铬合金在炸药和烟花工业中用作电点火系统的桥线，例如电火柴和模型火箭点火器。
工业和业余爱好热线泡沫切割机使用镍铬合金线。
镍铬合金丝通常在陶瓷中用作内部支撑结构，以帮助泥塑的某些元素在柔軟時保持其形狀。 使用鎳鉻合金絲是因為它能夠承受黏土作品在窑中烧制时产生的高温。
镍铬合金丝可以作为铂丝的替代品进行火焰测试，透過對火焰的不發光部分進行著色來檢測鈉、鉀、銅、鈣等阳离子。
其他使用领域包括摩托车消声器、微生物实验室设备的某些区域、RepRap 3D打印社区的塑料挤出机的加热元件、航天器LightSail-A的太阳能电池板展开机构以及电子烟的加热线圈。
合金价格由更昂贵的镍含量控制。分销商的定价通常与镍市场价格挂钩。

## 相关
- 铬镍铁合金
- 康铜
- 哈氏合金
- 铬镍铁合金
- 坎塔尔